# Chaplūjeh
Chaplūjeh (persiska: چپلوجه) är en ort i Iran.   Den ligger i provinsen Västazarbaijan, i den nordvästra delen av landet, 500 km väster om huvudstaden Teheran. Chaplūjeh ligger 1 361 meter över havet och antalet invånare är 739.
Terrängen runt Chaplūjeh är kuperad åt nordost, men åt sydväst är den platt. Runt Chaplūjeh är det ganska glesbefolkat, med 47 invånare per kvadratkilometer. Närmaste större samhälle är باروق, 11,4 km nordväst om Chaplūjeh. Trakten runt Chaplūjeh består till största delen av jordbruksmark.